# Червоногуз заїрський
Червоногу́з заїрський (Cryptospiza shelleyi) — вид горобцеподібних птахів родини астрильдових (Estrildidae). Мешкає в регіоні Африканських Великих озер. Вид названий на честь німецького орнітолога Антона Райхенова.

## Опис
Довжина птаха становить 13-14 см, вага 18-20 г. У самців обличчя, верхня частина голови, спина, надхвістя і покривні пера хвоста малиново-червоні, крила бурувато-чорні, покривні пера крил і другорядні махові пера іноді мають червонуватий відтінок, хвіст, гузка і стегна чорні. Решта нижньої частини тіла жовтувато-оливково-зелена, боки і живіт більш яскраві. Дзьоб міцний, червоний, на кінці більш темний, очі червонувато-карі, лапи сірувато-тілесного кольору. У самиць голова і верхня частина тіла переважно оливкові, червона пляма у них обмежена лише спиною і надхвістям.

## Поширення і екологія
Заїрські червоногузи мешкають в горах Альбертінського рифту, зокрема в горах Ітомбве, в Національному парку Кагузі-Бієґа і в горах на захід віл озера Ківу в Демократичній Республіці Конго, в лісах Ньюнгве, Гішваті, Маква і Мукура в Руанді, в лісі Бурурі і в інших місцях Бурунді, в горах Рувензорі і в лісі Бвінді в Уганді, а також в горах Вірунґа на кордоні ДР Конго, Руанди і Уганди. Вони живуть в підліску густих вологих гірських тропічних лісів, часто поблизу водойм, а також в трав'янистих і бамбукових заростях на узліссях і галявинах і в перехідній зоні між лісом і високогірними пустищами. Зустрічаються поодинці або парами, переважно на висоті від 1960 до 3400 м над рівнем моря, в горах Вірунґа на висоті від 2200 до 3000 м над рівнем моря. Живляться насінням трав.

## Збереження
МСОП класифікує цей вид як такий, що перебуває під загрозою зникнення. За оцінками дослідників, популяція заїрських червонодзьобів становить від 1000 до 25000 дорослих птахів. Їм загрожує знищення природного середовища.